# 073A型中型登陆舰
073A型登陆运输舰，（北约代号Yunshu级），由上海沪东中华造船厂建造，是073III型的改良量产型。073A型采用近似一般船型船艏，对开封闭式舰艏舱门，舱门内设折叠式跳板，舰体内为贯通式坞舱，车辆储存空间达444平方公尺，车辆可由舰艏舱门通过跳板或后部坞门跳板进出。073A型可搭载724型气垫登陆艇（排水量6.35吨，航速40节，航程100海里，可搭载两栖部队10人）的大型两栖作战舰只，可担负两栖登陆作战、人员物资运输，辅助补给以及布雷等多种任务，它的装备使中国两栖作战模式从以往单一平面登陆发展到立体登陆方式。本级共建11艘（包含为毛里塔尼亚海军建造1艘），均现役中。